# Класификација по поенима на Тур де Франсу
Класификација по поенима на Тур де Франсу је једна од другостепених класификација на етапној бициклистичкој трци, Тур де Франсу. Уведена је 1953. Поени се добијају на крају сваке етапе и на пролазним циљевима у току етапе. Сматра се такмичењем за спринтере јер равне етапе доносе највише бодова, а спринтери се боре за бодове на сваком пролазном циљу. Лидер у класификацији носи зелену мајицу у току етапе, а победник на крају трке осим зелене мајице добија и новчану награду.
Ова класификација је инспирисала многе друге трке, укључујући и друге две гранд тур трке, које су је увеле након Тура.

## Историја
Након скандала на Тур де Франсу 1904. када су бројни бициклисти варали, директор Тура, Анри Дегранж је променио правила, која су се практиковала од 1905. Победник Тура није више био возач са најбољим временом, већ возач са највише бодова. На крају сваке етапе, најбоље пласирани возачи су добијали бодове и возач са највише бодова на крају Тура је био победник. То је произвело нежељени ефекат, возачи се нису трудили у току етапа, возили су лагано до циља и онда се борили за бодове. Такав Тур није био превише привлачан и 1912. су враћена стара правила, победник Тура је возач са најбољим временом.
На прослави 50 година Тур де Франса, 1953. систем по поенима је враћен, али као посебна класификација. Лидер у генералном пласману је носио жуту мајицу, па је и лидеру у класификацији по поенима додељивана мајица, зелена, по спонзору, произвођачу косилица за траву.
У почетку, бициклисти су само добијали казнене поене јер нису завршили етапу на високој позицији, па је бициклиста са најмање поена био победник класификације.
На захтев спонзора, мајица за класификацију по поенима је била црвена 1968.
Систем је промењен 1959. и бициклисти су добијали бодове за најбоље позиције и победник класификације је бициклиста који сакупи највише бодова. 
1971. је успостављена класификација за бодове на пролазним циљевима, укинута је 1989. и од тада се бодови освојени на пролазним циљевима рачунају у класификацију по поенима.
Класификација се сматра такмичењем за спринтере јер равне етапе доносе највише бодова и најбољи спринтери се боре за победу, али да би освојио класификацију, бициклиста мора да поседује и вештине ал араунд возача, јер доста бодова се осваја на брдским етапама, где су обично спринтери у другом плану. Примера ради, Марио Чиполини је био један од најбољих спринтера свог доба, али није био у конкуренцији за зелену мајицу јер није ишао добро узбрдо, остајао је ван временског лимита (на свакој етапи постоји дозвољени временски заостатак за победником) и морао је да напусти трку.
Четири пута је победник Тур де Франса освојио и класификацију по поенима, три пута Еди Меркс и једном Бернар Ино. Еди Меркс је 1969. освојио Тур де Франс, брдску класификацију и класификацију по поенима, нешто што нико други није успио. Класификацијом је доминирао Ерик Цабел, који је освојио шест пута заредом у периоду од 1996. до 2001.
На Тур де Франсу 2017. на четвртој етапи, у завршном спринту, петоструки узастопни победник класификације по поенима, Петер Саган је лактом гурнуо и оборио Марка Кевендиша, због чега је дисквалификован и тако онемогућен да изједначи рекорд Ерика Цабела од шест освојених мајица заредом. Рекорд од шест освојених класификација Саган је изједначио на Туру 2018, гдје је такође поставио нови рекорд по броју освојених поена — 477. Године 2019. Саган је освојио класификацију рекордни, седми пут.
Године 2020. класификацију је освојио Сем Бенет, испред Сагана, поставши тако први ирски побједник након Шона Келија 1989. Године 2021. Марк Кевендиш је освојио класификацију по други пут, први пут након 2011, поставивши рекорд по најдужем раздобљу између двије побједе. Године 2022. класификацију је освојио Ваут ван Арт, који је сакупио 480 бодова и срушио рекорд Петера Сагана по броју бодова на једном Тур де Франсу. Исте године, Тадеј Погачар је завршио на трећем мјесту у класификацији са 250 поена, што је био најбољи пласман неког возача који се бори за генерални пласман од 1987. када је Стивен Роуч освојио Тур и завршио на другом мјесту у класификацији. Године 2023. Јаспер Филипсен је освојио класификацију са 377 бодова и четири етапне побједе, испред Мадса Педерсена са 258 бодова. Године 2024. Бинијам Грмај је освојио класификацију 33 поена испред Филипсена, чиме је постао први црни афрички побједник класификације по поенима на Туру.

## Систем бодовања

### Тренутни систем
| Тип | Тип                       | 1  | 2  | 3  | 4  | 5  | 6  | 7  | 8  | 9 | 10 | 11 | 12 | 13 | 14 | 15 |
| --- | ------------------------- | -- | -- | -- | -- | -- | -- | -- | -- | - | -- | -- | -- | -- | -- | -- |
|     | равне етапе               | 50 | 30 | 20 | 18 | 16 | 14 | 12 | 10 | 8 | 7  | 6  | 5  | 4  | 3  | 2  |
|     | средње тешке брдске етапе | 30 | 25 | 22 | 19 | 17 | 15 | 13 | 11 | 9 | 7  | 6  | 5  | 4  | 3  | 2  |
|     | тешке брдске етапе        | 20 | 17 | 15 | 13 | 11 | 10 | 9  | 8  | 7 | 6  | 5  | 4  | 3  | 2  | 1  |
|     | хронометар                | 20 | 17 | 15 | 13 | 11 | 10 | 9  | 8  | 7 | 6  | 5  | 4  | 3  | 2  | 1  |
|     | пролазни циљеви           | 20 | 17 | 15 | 13 | 11 | 10 | 9  | 8  | 7 | 6  | 5  | 4  | 3  | 2  | 1  |

### 2011—2014
Систем бодовања који се користио од 2011. до 2014:
| Тип | Тип                       | 1  | 2  | 3  | 4  | 5  | 6  | 7  | 8  | 9  | 10 | 11 | 12 | 13 | 14 | 15 |
| --- | ------------------------- | -- | -- | -- | -- | -- | -- | -- | -- | -- | -- | -- | -- | -- | -- | -- |
|     | равне етапе               | 45 | 35 | 30 | 26 | 22 | 20 | 18 | 16 | 14 | 12 | 10 | 8  | 6  | 4  | 2  |
|     | средње тешке брдске етапе | 30 | 25 | 22 | 19 | 17 | 15 | 13 | 11 | 9  | 7  | 6  | 5  | 4  | 3  | 2  |
|     | тешке брдске етапе        | 20 | 17 | 15 | 13 | 11 | 10 | 9  | 8  | 7  | 6  | 5  | 4  | 3  | 2  | 1  |
|     | пролог/хронометар         | 20 | 17 | 15 | 13 | 11 | 10 | 9  | 8  | 7  | 6  | 5  | 4  | 3  | 2  | 1  |
|     | пролазни циљеви           | 20 | 17 | 15 | 13 | 11 | 10 | 9  | 8  | 7  | 6  | 5  | 4  | 3  | 2  | 1  |

Возачи могу да изгубе поена због кршења правила, због чега су неки возачи завршавали Тур са негативнним бројем бодова.
Пре почетка Тура, организатори објављују које се етапе сматрају равничарским, а које средње тешким брдским и тешким брдским етапама. Равничарске етапе обично имају неки брдски циљ четврте или треће категорије или немају ниједан категоризовани успон. Средње тешке брдске етапе су етапе које имају неколико брдских циљева друге и треће категорије, а тешке брдске етапе су етапе које имају неколико брдских циљева прве и екстра категорије.
Уколико два возача имају исто време на прологу или хронометру, добијају по пола бода. Возач који не заврши етапу, брише се из класификације. На крају сваке етапе, лидер класификације по поенима добија зелену мајицу. Ако више возача има исти број бодова, мајицу добија возач са више етапних победа. Ако имају исти број победа, лидер (касније и победник класификације) је возач са више победа на пролазним циљевима, ако је и ту изједначено, лидер је боље позиционирани возач у генералном пласману.

### Пре 2011
Правила су се мењала током година. Кад је класификација успостављена 1953. возачи су добијали казнене поене јер нису завршили на високој позицији, тако да је возач са најмање поена био победник класификације. Касније, поени су давати за прве неколике позиције на свакој етапи. Још касније, успостављена је подела бодовања према типу етапе, где су равне доносиле највише бодова.
Систем бодовања који се користио до 2011:
| Тип | Тип                       | 1  | 2  | 3  | 4  | 5  | 6  | 7  | 8  | 9  | 10 | 11 | 12 | 13 | 14 | 15 | 16 | 17 | 18 | 19 | 20 | 21 | 22 | 23 | 24 | 25 |
| --- | ------------------------- | -- | -- | -- | -- | -- | -- | -- | -- | -- | -- | -- | -- | -- | -- | -- | -- | -- | -- | -- | -- | -- | -- | -- | -- | -- |
|     | равне етапе               | 35 | 30 | 26 | 24 | 22 | 20 | 19 | 18 | 17 | 16 | 15 | 14 | 13 | 12 | 11 | 10 | 9  | 8  | 7  | 6  | 5  | 4  | 3  | 2  | 1  |
|     | средње тешке брдске етапе | 25 | 22 | 20 | 18 | 16 | 15 | 14 | 13 | 12 | 11 | 10 | 9  | 8  | 7  | 6  | 5  | 4  | 3  | 2  | 1  |    |    |    |    |    |
|     | тешке брдске етапе        | 20 | 17 | 15 | 13 | 12 | 10 | 9  | 8  | 7  | 6  | 5  | 4  | 3  | 2  | 1  |    |    |    |    |    |    |    |    |    |    |
|     | пролог/хронометар         | 15 | 12 | 10 | 8  | 6  | 5  | 4  | 3  | 2  | 1  |    |    |    |    |    |    |    |    |    |    |    |    |    |    |    |
|     | пролазни циљеви           | 6  | 4  | 2  |    |    |    |    |    |    |    |    |    |    |    |    |    |    |    |    |    |    |    |    |    |    |

## Победници
Победници класификације по поенима.
- 2025.  Џонатан Милан
- 2024.  Бинијам Грмај
- 2023.  Јаспер Филипсен
- 2022.  Ваут ван Арт
- 2021.  Марк Кевендиш
- 2020.  Сем Бенет
- 2019.  Петер Саган
- 2018.  Петер Саган
- 2017.  Мајкл Метјуз
- 2016.  Петер Саган
- 2015.  Петер Саган
- 2014.  Петер Саган
- 2013.  Петер Саган
- 2012.  Петер Саган
- 2011.	 Марк Кевендиш
- 2010.	 Алесандро Петаки
- 2009.	 Тор Хусховд
- 2008.	 Оскар Фреире
- 2007.	 Том Бонен
- 2006.	 Роби Макјуен
- 2005.	 Тор Хусховд
- 2004.	 роби Макјуен
- 2003.	 Бејден Кук
- 2002.	 Роби Макјуен
- 2001.	 Ерик Цабел
- 2000.	 Ерик Цабел
- 1999.	 Ерик Цабел
- 1998.	 Ерик Цабел
- 1997.	 Ерик Цабел
- 1996.	 Ерик Цабел
- 1995.	 Лоран Жалабер
- 1994.	 Џамолидин Абдужапаров
- 1993.	 Џамолидин Абдужапаров
- 1992.	 Лоран Жалабер
- 1991.	 Џамолидин Абдужапаров
- 1990.	 Олаф Лудвиг
- 1989.	 Шон Кели
- 1988.  Еди Планкарт
- 1987.  Жан Пол ван Попел
- 1986.	 Ерик Вандерарден
- 1985.	 Шон Кели
- 1984.	 Франк Хосте
- 1983.	 Шон Кели
- 1982.	 Шон Кели
- 1981.	 Фреди Мартенс
- 1980.	 Руди Певенах
- 1979.	 Бернар Ино
- 1978.	 Фреди Мартенс
- 1977.	 Жак Екласан
- 1976.	 Фреди Мартенс
- 1975.	 Рик ван Линден
- 1974.	 Патрик Серку
- 1973.	 Херман ван Спрингел
- 1972.	 Еди Меркс
- 1971.	 Еди Меркс
- 1970.	 Валтер Годефрот
- 1969.	 Еди Меркс
- 1968.	 Франко Битоси
- 1967.	 Јан Јансен
- 1966.	 Вили Планкарт
- 1965.	 Јан Јансен
- 1964.	 Јан Јансен
- 1963.	 Рик ван Лој
- 1962.  Руди Алтиг
- 1961.  Андре Даригад
- 1960.	 Жан Гразик
- 1959.	 Андре Даригад
- 1958.	 Жан Гразик
- 1957.	 Жан Форестје
- 1956.	 Стан Окерс
- 1955.	 Стан Окерс
- 1954.  Фердинанд Киблер
- 1953.	 Фриц Шер

### Вишеструки победници
| Позиција | Бициклиста            | Држава           | Број победа | Године                                   |
| -------- | --------------------- | ---------------- | ----------- | ---------------------------------------- |
| 1        | Петер Саган           | Словачка         | 7           | 2012, 2013, 2014, 2015, 2016, 2018, 2019 |
| 2        | Ерик Цабел            | Немачка          | 6           | 1996, 1997, 1998, 1999, 2000, 2001       |
| 3        | Шон Кели              | Ирска            | 4           | 1982, 1983, 1985, 1989                   |
| 4        | Јан Јансен            | Холандија        | 3           | 1964, 1965, 1967                         |
| 4        | Еди Меркс             | Белгија          | 3           | 1969, 1971, 1972                         |
| 4        | Фреди Мартенс         | Белгија          | 3           | 1976, 1978, 1981                         |
| 4        | Џамолидин Абдужапаров | Узбекистан       | 3           | 1991, 1993, 1994                         |
| 4        | Роби Макјуен          | Аустралија       | 3           | 2002, 2004, 2006                         |
| 9        | Стан Окерс            | Белгија          | 2           | 1955, 1956                               |
| 9        | Жан Гразик            | Француска        | 2           | 1958, 1960                               |
| 9        | Андре Даригад         | Француска        | 2           | 1959, 1961                               |
| 9        | Лоран Жалабер         | Француска        | 2           | 1992, 1995                               |
| 9        | Тор Хусховд           | Норвешка         | 2           | 2005, 2009                               |
| 9        | Марк Кевендиш         | Велика Британија | 2           | 2011, 2021                               |

### По државама
| Позиција | Држава               | Број победа |
| -------- | -------------------- | ----------- |
| 1.       | Белгија              | 21          |
| 2.       | Француска            | 9           |
| 3.       | Немачка              | 8           |
| 4.       | Словачка             | 7           |
| 5.       | Аустралија           | 5           |
| 6.       | Ирска                | 5           |
| 7.       | Холандија            | 4           |
| 8.       | Узбекистан           | 3           |
| 8.       | Италија              | 3           |
| 10.      | Норвешка             | 2           |
| 10.      | Швајцарска           | 2           |
| 10.      | Уједињено Краљевство | 2           |
| 13.      | Шпанија              | 1           |
| 13.      | Еритреја             | 1           |